# Deroplia affinis
Deroplia affinis là một loài bọ cánh cứng trong họ Cerambycidae.